# Parafia św. Michała Archanioła w Kwielicach
Parafia św. Michała Archanioła w Kwielicach – parafia rzymskokatolicka z siedzibą w Kwielicach, terytorialnie i administracyjnie należąca do diecezji zielonogórsko-gorzowskiej, do dekanatu Głogów – św. Mikołaja. W parafii posługują księża diecezjalni.